# Gneu Pedi Casc
Gneu Pedi Casc (llatí: Gnaeus Pedius Cascus)  (segle I dC - valor desconegut) en llatí Cnaeus Pedius Cascus va ser un magistrat romà del segle i.
Va ser nomenat cònsol sufecte juntament amb Domicià al començament del regnat de Vespasià l'any 71. El 74 era governador de Dalmàcia.